# Carles Flavià
Carles Flavià Pons, né le 10 septembre 1945 à Barcelone et mort le 20 mars 2016, était un acteur, humoriste et présentateur de télévision catalan.

## Biographie

### Jeunesse
Carles Flavià Pons était né le 10 septembre 1945 à Barcelone. Il était originaire du quartier de l'Eixample. Il étudie chez les Frères maristes puis à l'Institut catholique de Paris où il se trouve au moment des événements de mai 68. À son retour à Barcelone, il entre au séminaire pour étudier la théologie.
Il devient prêtre à Santa Coloma de Gramenet en Catalogne. Il quitte ses fonctions en 1982, expliquant qu'il a perdu la foi.

### Carrière de manager du spectacle
Dans les années 1970, Carles Flavià commence à fréquenter le monde du spectacle, notamment dans les établissements Zeleste (ca) et Cúpula Venus (ca) de Barcelone. Il devient maître de cérémonie et rencontre de nombreux artistes, notamment Pepe Rubianes.
Il poursuit une carrière de manager dans le monde du spectacle. Il travaille comme road manager pour une compagnie nommée Cabra, puis comme manager personnel de Gato Pérez, de l'Orquesta Platería (ca) et de Pepe Rubianes.
Dans les années 1990, il dirige la discothèque Nitsa Club située sur la place Joan Llongueras à Barcelone. À l'âge de cinquante ans, il perd son emploi, et décide de débuter une carrière artistique, inspirée par les personnes rencontrées dans sa vie professionnelle et personnelle.

### Carrière artistique

#### Théâtre
En 1997, Carles Flavià fait ses débuts sur scène avec le spectacle d'humour Epístoles de Carles Flavià, dont il est l'auteur et l'interprète. Il crée ensuite d'autres spectacles comiques : Més epístoles de …, Prensament, L'estat del malestar, L’evangeli segons Flavià, et El estado del malestar 2.
Au théâtre, il joue dans la pièce 5hombres.com (es) au Teatre Victòria de Barcelone avec José Corbacho (ca), Manel Fuentes (ca), Santi Rodríguez (es), et Santi Millán en 2001, puis dans la comédie musicale Imagine de Norma Duval au Teatro Apolo de Barcelone.
En 2013, il écrit et joue dans le spectacle Tan bé que anàvem! avec Jaume Sisa sous la direction de Pau Miró (ca). L'année suivante, il joue dans la pièce Pis mostra de Max Marieges.

#### Télévision et cinéma
Carles Flavià participe à plusieurs programmes de télévision, dont El club de la comedia (es) sur la chaîne Canal+, Crónicas marcianas (es) sur Telecinco, et Qualsevol nit pots sortir sol sur BTV (ca). Il présente également l'émission Jo què sé! sur BTV (ca).
Il joue quelques rôles au cinéma et à la télévision. Il apparaît dans les séries télévisées Laura, La memòria dels Cargols (ca), Majoria absoluta (ca), Pop ràpid et Le Ministère du temps, ainsi que dans les films Lola vende cá, Lisístrata (es), Haz conmigo lo que quieras, Excuses! (ca) et Soy un pelele.

## Œuvres

### Théâtre
- El Estado del malestar, Club Capitol, Barcelone, 2000 ;
- Gatísimo, Club Capitol, Barcelone, 2002 ;
- Imagine, Teatre Apolo, Barcelone, 2002 ;
- Gal·la del Pare Manel, Teatre Novedades, Barcelone, 2003 ;
- L'Evangeli segons Carles Flavià, Sala Muntaner, Barcelone, 2003 ;
- Guanya't el cel amb el Pare Manel, Teatre Tivoli, Barcelone, 2006 ;
- 10/12/44, Club Capitol, Barcelone, 2007 ;
- Rubianes Somos Todos, Palau Sant Jordi, Barcelona, 2009 ;
- Girafes, Teatre Lliure, Barcelone, 2009 ;
- Especial Nadal amb Carles Flavià, Casino l'Aliança del Poble Nou, Barcelone, 2011 ;
- Tan bé que anàvem, La Seca Espai Brossa, Barcelone, 2013 ;
- Pis Mostra Teatre Borràs, Barcelone, 2014[9].

### Cinéma
- El armario (court-métrage), Ignacio López Serra, 2000 ;
- Ha llegado el momento de contarte mi secreto (court-métrage), Iván Morales, 2000.
- Flor de Lotro (court-métrage), Fernando de France, 2001.
- Lola, vende cá, Llorenç Soler (ca), 2002.
- Lisístrata (es), Francesc Bellmunt (ca), 2002.
- Haz conmigo lo que quieras, Ramón de España, 2003[10] ;
- Excuses! (ca), Joel Joan, 2003 ;
- Soy un pelele, Hernán Migoya (es), 2008[3].

### Livres
- Rubianes, payaso : (conversaciones a platea vacía), El Clavell, 1996 ;
- La de Dios es Cristo : monólogos comecuras y otras incontinencias verbales, El Jueves, 2006 ;
- Carles Flavià i Manel Pousa; converses transcrites per Xavier Febrés, La Magrana, 2011[11].